# Manti
Manti er en amerikansk by og administrativt centrum for det amerikanske county Sanpete County i staten Utah. I 2000 havde byen et indbyggertal på 3.040.

## Ekstern henvisning
- Mantis hjemmeside (engelsk)

39°15′53″N 111°38′20″V / 39.26472°N 111.63889°V